# Shiva Amini
Shiva Amini (persisch شیوا امینی; * 1988 oder 1989 in Iran) ist eine iranische Futsal-Fußballspielerin. Sie hat für die Iranische Futsalnationalmannschaft der Frauen gespielt.

## Leben und Karriere
Shiva Amini spielte seit ihrer frühen Kindheit gern auf den Straßen mit den Jungs Fußball, obwohl es ihr im Iran als Mädchen verboten war. Mit 16 Jahren begann sie, mit dem Ziel in die Nationalmannschaft aufgenommen zu werden, Hallenfußball („Futsal“) zu spielen. Auch bei internationalen Spielen musste sie als Profi vollständig verhüllt spielen; mit langen Ärmeln, bedeckten Beinen und Hijab. Später berichtete sie, wie hinderlich diese vorgeschriebene Kleidung beim Sport für sie war.
Nachdem Amini, während einer Urlaubsreise in Zürich, Bilder von sich auf Instagram veröffentlicht hat, auf denen sie ohne Kopftuch beim Fußball spielen zu sehen ist, konnte sie nicht in ihr Heimatland zurückkehren, da ansonsten die Gefahr einer Verhaftung bestehen würde. Seit 2011 gehört sie nicht mehr der Iranischen Futsalnationalmannschaft der Frauen an. Der Druck der iranischen Regierung, hat sie 2017 veranlasst, in der Schweiz Asyl zu beantragen. Nachdem sie zunächst Kinder und Jugendlichen in der Schweiz trainiert hat, lebt Amini mittlerweile in Genua, wo sie weiterhin als Trainerin tätig ist.
In ihrer Wahlheimat, Italien, setzt sich die Exil-Iranerin öffentlich für mehr Demokratie und eine Stärkung der Frauenrechte in ihrem Heimatland ein.